# Rawer (II.)
Rawer (oftmals Rawer II., um ihn von anderen gleichnamigen Beamten aus derselben Familie zu unterscheiden) war ein altägyptischer Beamter in der 5. Dynastie (Altes Reich). Rawer trug verschiedene hohe Titel, darunter vor allem Inspektor der Schreiber und Priester der Maat, daneben war er auch Der in die geheimen Entscheidungen des Gerichtshofs Eingeweihte. Von seiner eigenen Familie ist nicht viel bekannt. Rawer ist vor allem von seiner Mastaba in Giza bekannt, deren Kapelle dekoriert ist. Diese Reliefdekoration ist heute jedoch nicht mehr gut erhalten.
Rawer ist wahrscheinlich auch in der Grabkapelle von Seschemnefer III. dargestellt, wo er als dessen Bruder bezeichnet wird. Hier trägt er auch den Titel Schreiber der Urkunden des Königs, der in seinem eigenen Grab nicht bezeugt ist, was aber eventuell auf die schlechte Erhaltung der Dekoration zurückzuführen ist. Hinter ihm sind drei Söhne abgebildet. Es handelt sich um den Inspektor der Schreiber Rawer, den Schreiber der Urkunden des Koenigs Seschemnofer, und den Schreiber des Archivs Seschemnofer.
Rawer ist vor allem durch seine Mastaba (G 5470) in der Nekropole von Gizeh bekannt. Die Darstellungen in der Kapelle wurden von der Karl-Richard-Lepsius-Expedition kopiert und publiziert. Viele der Reliefblöcke sind seitdem verschwunden. Bei der Mastaba handelt es sich um einen großen, massiven Bau mit zwei Grabschächten und einer Kultkapelle an der Ostseite. Der Bau ist aus Steinen errichtet und mit 15 m Länge vergleichsweise klein. An der Südostseite gibt es die dekorierte Kapelle. Von der Mastaba führen zwei Grabschächte zu den Grabkammern herab. Die größere Grabkammer enthielt noch einen Sarkophag, in dem sich noch die Leiche des Rawer befand. Er war mit Goldschmuck ausgestattet.